# Oda
L'oda és una composició lírica en vers de caràcter elevat, destinada a lloar un personatge, un lloc o una idea. Va néixer a Grècia i estava pensada per a ser cantada o recitada per un cor. L'oda clàssica té tres parts: estrofa, antístrofa i conclusió o èpoda.
Odes com les de Bonaventura Carles Aribau - Oda a la Pàtria (1833) -, o Jacint Verdaguer - Oda a Barcelona (1883) -, o l'oda de Joan Maragall - Oda a Espanya (1898) - mantenen encara el to de cant emotiu utilitzat pels grecs i llatins des dels seus inicis, però perden ja la forma de gènere clàssic. Les Horacianes de Miquel Costa i Llobera contenen 16 odes que intenten reproduir els metres de la lírica grega i romana, entre d'altres la seva famosa oda A Horaci, així com a Virgili, Cabanyes, etc.
Modernament, es concep com a oda qualsevol poema líric laudatori, independentment de la seva forma.

## Autors d'odes destacats
- Horaci
- Pablo Neruda
- Píndar
- Safo
- Valeri Catul
- Edmund Spenser
- John Dryden
- François de Malherbe
- Miquel Costa i Llobera